# ジョッキー・ウィルソン
ジョッキー・ウィルソン（John Thomas "Jocky" Wilson、1950年3月22日 - 2012年3月24日）は、スコットランドの元プロダーツプレイヤー。

## 概要
80年代を代表するダーツプレイヤーの一人であり、エリック・ブリストウ、ジョン・ロウらと共にこの時期の世界的なダーツ人気を支えた。
1982年のBDOワールド・ダーツ・チャンピオンシップでは決勝でジョン・ロウを破り、スコットランド出身のプレイヤーとしては初めてワールド・チャンピオンに輝いた。
ウィルソンはその外見と型破りなスロースタイル、及び大酒飲みであるという特徴から、観客の間で最も人気のあるプレイヤーの一人であった。

## 来歴
ウィルソンのキャリアにおける最初のメジャートーナメントは、1977年のワールド・マスターズであり、数えて4回目の開催であった。この時は予選ラウンドで勝った後、ウェールズのアラン・エヴァンスに2-3 (セット) で敗れた。翌年からウィルソンはダーツの才能を開花させはじめ、1978年のニュース・オブ・ザ・ワールド・ダーツ・チャンピオンシップでは準決勝まで進出し、最終的なチャンピオンであるステファン・ロードに敗れた。また同年に初開催されたWDFヨーロッパカップにはスコットランド代表の一員として参戦し、見事チーム優勝を果たした。またシングルスにおいてもジョン・ロウに敗れるまでに決勝まで勝ち進んだ。翌1979年、第2回目の開催となったBDOワールド・ダーツ・チャンピオンシップには第8シードとして参戦し、初戦を突破して準々決勝に進むも、再び最終的な優勝者であるジョン・ロウに敗れた。同年のワールド・マスターズは初戦で敗れたが、ダーツの初期の黄金期である80年代に入ってから、ウィルソンのダーツは大きく飛躍することとなる。
ウィルソンは1980年のBDOワールド・チャンピオンシップにおいてベスト8に入ると、ワールド・マスターズでも躍進し、準々決勝でエリック・ブリストウを破りベスト4にまで残った。またウィルソンはこの年、英国マッチプレーのチャンピオンとなり、キャリアで最初のメジャータイトルを獲得した。翌年のワールド・チャンピオンシップに第7シードで出場したウィルソンは再び準々決勝の舞台に立つが、第2シードのトニー・ブラウンに2-4 (セット) で敗れた。同年、初開催された英国プロ選手権では準決勝でアラン・エヴァンス、決勝でジョン・ロウをそれぞれ破り、2つ目のメジャーを獲得した。ウィルソンの勢いはとどまるところを知らず、英国マッチプレーではクリフ・ラザレンコを撃破して大会初の連覇を果たした。ワールド・マスターズでの状態はよかったが、ステファン・ロードとの素晴らしい試合の末準々決勝で敗れた。
1982年のBDOワールド・チャンピオンシップに第4シードで出場したウィルソンは4年連続で準々決勝に進んだ後、デイブ・ミラー, ステファン・ロード相手に1セットも落とさず勝ち進み、決勝ではライバルの一人であるジョン・ロウを5-3 (セット) で下して初のスコットランド出身のワールド・ダーツ・チャンピオンに輝いた。同年のニュース・オブ・ザ・ワールド・チャンピオンシップでベスト4入りした後、ワールド・マスターズでは初のタイトル奪取を目指したが、決勝でデイブ・ウィットコムに1-2 (セット) で敗れた。連覇を目指す1983年のBDOワールド・チャンピオンシップでは順当に準決勝まで勝ち進むが、大会初出場、弱冠23歳のキース・デラーに3-5 (セット) でまさかの敗北を喫し、タイトルを失った。ただ同年の英国プロ選手権では実力を発揮し、準決勝でエリック・ブリストウを下した後、決勝ではデイブ・ウィットコムに7-2 (セット) で勝利し、この大会で2度目の優勝を果たした。
翌年、第2シードとして出場した1984年のBDOワールド・チャンピオンシップでは準決勝まで1セットも落とさず勝ち進むも、そこで第3シードのデイブ・ウィットコムと激戦の末5-6 (セット) で敗れた。この試合後の光景は有名なもので、ウィルソンは酔いの余り、ウィットコムを祝福するより先にステージ上に倒れ込んでしまった。同年の英国プロ選手権では準決勝で最終的なチャンピオンであるマイク・グレゴリーに敗れ、連覇とはならなかった。ワールド・マスターズで2年連続でラスト16敗退となった後、ウィルソンは再びワールド・チャンピオンシップにおいてウィットコムと、今度は準々決勝で相まみえ、3-4 (セット) で再度苦汁を飲んだ。英国プロ選手権においては、準々決勝でジョン・ロウに2-5 (セット) で敗れた。ワールド・マスターズでは第2ラウンドにおいて、デニス・レナードにまさかの敗北を喫した。
ウィルソンのワールド・チャンピオンシップでの進撃は3年連続でウィットコムに阻まれ、2-4 (セット) で8強止まりとなった。しかし、同年の英国プロ選手権では初戦からテリー・オディア, アラン・グレイザー, ボブ・アンダーソン, キース・デラーを立て続けに破り、決勝ではウィットコムに7-6 (セット) で雪辱して3度目の優勝を飾った。ウィルソンはまた同年のMFI ワールド・マッチプレイでも躍進し、決勝まで勝ち進むが、マイク・グレゴリーに初優勝を阻まれた。ワールド・マスターズでも4大会ぶりに準決勝に進むが、カナダのボブ・シンネーブに敗れた。翌1987年もウィルソンのダーツは安定しており、ワールド・チャンピオンシップではマイク・グレゴリーを破り4度目の準決勝に進んだ後、最終的な優勝者であるジョン・ロウに0-5 (セット) で敗れた。英国プロ選手権では準々決勝でロニー・シャープと接戦の末4-5 (セット) で敗れ、MFI ワールド・マッチプレイでもマイク・グレゴリーに敗れるまでに準々決勝に進んだ。ワールド・マスターズでもその結果は同様であり、準々決勝で平均100.02のブリストウに1-2 (セット) で敗れた。
1988年のワールド・チャンピオンシップではテリー・オディア, アラン・エヴァンスを破って準々決勝に進み、そこでエリック・ブリストウに2-4 (セット) で敗れた。相性のよい英国プロ選手権では強さを見せ、準決勝でデイブ・ウィットコムを撃破した後、レイ・バティを決勝で下し8回の開催で4度目の優勝を果たした。同年で最後の開催となるMFI ワールド・マッチプレイでは準々決勝で新星ピーター・エヴィソンに敗れた。第4シードで臨んだワールド・マスターズでは、マイク・グレゴリーの圧倒的なプレー (平均105.48) の前に準々決勝で敗退した。翌年、第5シードとなり臨んだワールド・チャンピオンシップでのウィルソンは苦戦の連続で、第2ラウンドからアラン・ウォリナー＝リトル, マイク・グレゴリー, トップシードのボブ・アンダーソン相手に全て1セット差の接戦を勝ち上がり、決勝でエリック・ブリストウと対峙した。この対戦でウィルソンは先手をとり、5-0 (セット) リードとするが次の4セットをブリストウが連取し、試合は緊迫した。ウィルソンは次の第10セットを奪取することで、ワールド・チャンピオンシップでの2度目の戴冠を果たした。同年のワールド・マスターズではブリストウがウィルソンに雪辱し、ウィルソンは準決勝敗退であった。
昨年に続き第5シードとして臨んだ1990年のワールド・チャンピオンシップでは、準々決勝で第4シードのマイク・グレゴリーに3-4 (セット) で敗れた。同年のワールド・マスターズでは準々決勝でロニー・バクスター, 準決勝でジョン・ロウを破って決勝に進み、決勝では当時のワールド・チャンピオンであるフィル・テイラーと対戦したが、接戦の末2-3 (セット) で敗れ2度目の準優勝となった。翌年のワールド・チャンピオンシップで13大会連続での準々決勝進出を決めたウィルソンは、そこでケビン・ケニーに3-4 (セット) で敗退した。この時期からウィルソンのパフォーマンスは衰退し始め、14回目の出場となった1992年のBDOワールド・チャンピオンシップでは初めて準々決勝に到達することができず、初戦で再びケビン・ケニーに敗れた。この結果は翌年のワールド・チャンピオンシップでも同様であり、初戦でトップシードのデニス・プリーストリーに平均102.63で圧倒された。
1993年のBDOワールド・チャンピオンシップの後、ウィルソンは他の多くのプレーヤーと共にBDOを離れ、新たにWDC (後のPDC) を設立したが、WDCでの調子はBDO末期の頃からほとんど回復しなかった。ただ初開催のWDC UKマッチプレイではこの大会特有のダーツボードにより、240得点 (80得点×3投) を達成した数少ない選手の一人となった。ウィルソンは初戦でテイラーを破るなどして決勝まで進むが、プリーストリーに1-6 (レッグ) で敗れ準優勝であった。翌年に記念すべき第1回大会であるWDCワールド・ダーツ・チャンピオンシップに参戦したが、グループステージで敗退した。こちらも初開催であるワールド・マッチプレイでは初戦で第2シードのピーター・エヴィソンを破り、次戦も勝って準々決勝に進んだが、最終的なチャンピオンであるラリー・バトラーに4-11 (レッグ) で敗れた。翌年のワールド・チャンピオンシップではグループステージでの2試合で共に敗れ、敗退した。ウィルソンにとって最後のTVトーナメントとなった1995年のワールド・マッチプレイでは初戦でトップシードのロッド・ハリントンを撃破した後、第2ラウンドでナイジェル・ジャスティスに敗れた。
ウィルソンは正式に引退を発表することはなかったが、1995年末にプロとしての競技活動を止めた。

## 主な成績

### BDO世界選手権
- 34勝13敗 出場15回
- 優勝: 2回 (1982, 89)
- 準優勝: 無し
- ベスト4: 3回 (1983 - 84, 87)
- ベスト8: 8回 (1979 - 81, 85 - 86, 88, 90 - 91)

### ワールド・マスターズ
- 45勝14敗 出場14回
- 優勝: 無し
- 準優勝: 2回 (1982, 90)
- ベスト4: 3回 (1980, 86, 90)
- ベスト8: 3回 (1981, 87 - 88)

### 英国プロ選手権
- 27勝3敗 出場7回
- 優勝: 4回 (1981, 83, 86, 88)
- 準優勝: 無し
- ベスト4: 1回 (1984)
- ベスト8: 2回 (1985, 87)

### MFIワールド・マッチプレー
- 5勝5敗 出場5回
- 優勝: 無し
- 準優勝: 1回 (1986)
- ベスト4: 無し
- ベスト8: 2回 (1987 - 88)

### ニュース・オブ・ザ・ワールド・ダーツ・チャンピオンシップ
- 5勝3敗 出場3回
- 優勝: 無し
- 準優勝: 無し
- ベスト4: 2回 (1978, 82)
- ベスト8: 1回 (1989)

### PDC世界選手権
- 0勝4敗 出場2回
- 優勝: 無し
- 準優勝: 無し
- ベスト4: 無し
- ベスト8: 無し

### ワールドマッチプレー
- 3勝2敗 出場2回
- 優勝: 無し
- 準優勝: 無し
- ベスト4: 無し
- ベスト8: 1回 (1994)

### 年度別成績
| 年   | BDO | BDO | BDO | PDC | PDC |
| 年   | WPC | WM  | MFI | WDC | WMP |
| ---- | --- | --- | --- | --- | --- |
| 1977 | NH  | L64 | NH  | NH  | NH  |
| 1978 | NJ  | RR  | NH  | NH  | NH  |
| 1979 | QF  | L64 | NH  | NH  | NH  |
| 1980 | QF  | SF  | NH  | NH  | NH  |
| 1981 | QF  | QF  | NH  | NH  | NH  |
| 1982 | W   | F   | NH  | NH  | NH  |
| 1983 | SF  | L16 | NH  | NH  | NH  |
| 1984 | SF  | L16 | L16 | NH  | NH  |
| 1985 | QF  | L64 | L16 | NH  | NH  |
| 1986 | QF  | SF  | F   | NH  | NH  |
| 1987 | SF  | QF  | QF  | NH  | NH  |
| 1988 | QF  | QF  | QF  | NH  | NH  |
| 1989 | W   | SF  | NH  | NH  | NH  |
| 1990 | QF  | F   | NH  | NH  | NH  |
| 1991 | QF  | NJ  | NH  | NH  | NH  |
| 1992 | L32 | NJ  | NH  | NH  | NH  |
| 1993 | L32 | NJ  | NH  | NH  | NH  |
| 1994 | NJ  | NJ  | NH  | GS  | QF  |
| 1995 | NJ  | NJ  | NH  | GS  | L16 |

注: 表中のNHは不開催, NJは非参加, QFは準々決勝敗退, SFは準決勝敗退, Fは準優勝, Wは優勝, GSはグループステージ敗退, RRは予選ラウンド敗退を示す。トーナメント表記は以下の通りである。
WPC: BDOワールド・プロフェッショナル・ダーツ・チャンピオンシップス, WM: ワールド・マスターズ, MFI: MFIワールド・マッチプレイ, WDC: PDCワールド・ダーツ・チャンピオンシップ, WMP: ワールド･マッチプレイ

## 世界選手権の結果

### BDO
- 1979年: 準々決勝 (1 - 3 ジョン・ロウに敗北)
- 1980年: 準々決勝 (0 - 3 エリック・ブリストウに敗北)
- 1981年: 準々決勝 (2 - 4 トニー・ブラウンに敗北)
- 1982年: 優勝 (5 - 3 ジョン・ロウに勝利)
- 1983年: 3位 (2 - 0 トニー・ブラウンに3位決定戦で勝利; 3 - 5 キース・デラーに準決勝で敗北)
- 1984年: 準決勝 (5 - 6 デイブ・ウィットコムに敗北)
- 1985年: 準々決勝 (3 - 4 デイブ・ウィットコムに敗北)
- 1986年: 準々決勝 (2 - 4 デイブ・ウィットコムに敗北)
- 1987年: 準決勝 (0 - 5 ジョン・ロウに敗北)
- 1988年: 準々決勝 (2 - 4 エリック・ブリストウに敗北)
- 1989年: 優勝 (6 - 4 エリック・ブリストウに勝利)
- 1990年: 準々決勝 (3 - 4 マイク・グレゴリーに敗北)
- 1991年: 準々決勝 (3 - 4 ケビン・ケニーに敗北)
- 1992年: 第1ラウンド (1 - 3 ケビン・ケニーに敗北)
- 1993年: 第1ラウンド (0 - 3 デニス・プリーストリーに敗北)

### PDC
- 1994年: グループステージ (2 - 3 デニス・プリーストリーに敗北; 1 - 3 グレアム・ストッダートに敗北)
- 1995年: グループステージ (2 - 3 デニス・プリーストリーに敗北; 0 - 3 ジョン・ロウに敗北)